# Revista Latina de Comunicación Social
La Revista Latina de Comunicación Social (RLCS), es una publicación de carácter científico con ISSN 1138-5820, editada por la HISIN (Historia de los Sistemas Informativos), —asociación cultural sin ánimo de lucro que promueve la investigación sobre historia del periodismo y de la comunicación en español, en su amplia variedad de facetas disciplinares y académicas—. 
La RLCS publica exclusivamente bajo el sumario principal trabajos de investigación, redactados siguiendo la fórmula IMRyDC+B: introducción, metodología, resultados y discusión más conclusiones, con una bibliografía actualizada: un mínimo del 70 % de las entradas han de ser de los últimos 10 años y la mitad de ellas de revistas científicas.  
Se encuentra indizada en Scopus, Fecyt (Fundación Española para la Ciencia y la Tecnología), Esci (Emerging Source Citation Index), Redib (Red Iberoamericana de Innovación y Conocimiento Científico), Latindex, CIRC (Clasificación Integrada de Revistas Científicas), entre otros repositorios y bases de datos.

## Historia
Fue fundada en 1997 y publicada desde enero de 1998, es decana de las revistas científicas universitarias españolas en línea. Está dirigida por el Dr. David Caldevilla-Domínguez, Catedrático y Profesor titular de la Universidad Complutense de Madrid.
Desde el año 2021 es editada de modo continuo, —una manera de realizar el proceso editorial aplicando un principio de inmediatez de las comunicaciones como factor clave, acortando los tiempos de espera en el proceso editorial, beneficiando a todos los participantes de su ciclo— subiendo los artículos individualmente a medida que finaliza el proceso editorial en formato electrónico de libre acceso.
En diciembre de 2020, junto a Facultad de Ciencias de la Información de la Universidad Complutense, la RLCS, organizó y celebró el XII Congreso Internacional Latina de Comunicación Social, con el fin de difundir y compartir estudios, trabajos y experiencias innovadoras y necesarias para la academia.
En el 2021 y el 2022, fue nuevamente la plataforma encargada de gestionar los trabajos del XIII y XIV Congreso Internacional Latina de Comunicación Social.

## Características de la revista
La RLCS se especializa en Comunicación Interdisciplinar y publica exclusivamente investigaciones originales e inéditas. Su público objetivo son los/as investigadores/as y académicos/as en estos campos del saber. 
Dispone de un sistema editorial certificado conforme a la séptima convocatoria de evaluación de la calidad editorial y científica de las revistas científicas españolas de la Fundación Española para la Ciencia y la Tecnología (FECYT).
La revista busca fomentar el uso de lenguaje no sexista e inclusivo en las publicaciones científicas.
Con el objetivo de cumplimentar y mantener los estándares de comportamiento ético en todas las etapas del proceso de publicación, la RLCS está adherida a las asociaciones de la industria, como el Comité de Ética de Publicaciones (COPE) y Publishing Ethics Resource Kit (PERK) de Elsevier, que establecen estándares y proporcionan pautas para las mejores prácticas con el fin cumplir estos requisitos.

## Gestión editorial
La revista garantiza un sistema anónimo de evaluación por pares (peer review) a través de un Consejo de Internacional de Revisores (CIR) de 781 investigadores de medio centenar de países de los cinco continentes, especializados en comunicación y educación.
Cuenta además con una comunidad científica de autores únicos (1773) y lectores en todo el mundo.
Gestiona la calidad del proceso editorial a través de la plataforma Open Journal Systems en todas sus fases, revisión, edición y la publicación online en diferentes formatos (PDF, XML, HTML y ePub). Por otra parte, provee la traducción por parte de expertos en cada área para el logro de traducciones que respeten la semántica de cada temática en particular.
Para evitar conflictos de plagio, los textos son filtrados mediante un programa antiplagio, poniendo a disposición de los evaluadores el informe resultante.

## Impacto y visibilidad
Se encuentra posicionada en el primer cuartil de los índices de calidad de las publicaciones más prestigiosos por su impacto en el mundo: Q1 en Scopus (SJR) en Estudios Culturales, Educación, Comunicación, con un factor de impacto de 0.65 y un H de 21 y Q1 en Scopus (CiteScore) en Estudios Culturales, Educación, Comunicación, con un factor de impacto de 3.6.
En el 2020, el calificador global del Ranking de la Red Iberoamericana de Innovación y Conocimiento Científico (REDIB), le otorgaba el 36,440, posicionándola en el primer cuartil (Q1). REDIB, en colaboración con Clarivate, publica este ranking de revistas, en donde se analizan las publicaciones que están indexadas simultáneamente en REDIB y en la Web of Science Core Collection (SCIE, SSCI, AHCI y ESCI).
Por el Índice Dialnet de Revistas (IDR), en el 2021 tenía un factor de impacto de 1.21, posicionada en el primer cuartil (C1). En Google Scholar Metrics se encuentra en 18º lugar.
En el Ranking de revistas con sello de Calidad FECYT, en las categorías de comunicación, información y documentación científica, está posicionada en el tercer lugar.
A partir de 2022, pasó a formar parte de la Plataforma de Revistas Científicas de Comunicación (PlatCom), asociación que fomenta y apoya el proceso de publicación.
La visibilidad internacional de la Revista se genera por su presencia en diferentes redes sociales académicas: AcademiaEdu; ResearchGate y genéricas (Facebook, Twitter), canales de vídeos e imágenes (Flickr, Baidu, YouTube, Weibo), identificadores de autores (ORCID, ResearcherID, Scopus), así como en gestores documentales como Mendeley, RefWoks y EndNote.

## Política de Acceso Abierto y de autoarchivo
Es una revista de libre acceso ("Open Access") bajo el principio de hacer disponible gratuitamente la investigación al público ("Creative Commons" Autoría-no derivados, no-comercial). Asimismo, está adherida a la "Declaración de Berlín".
Permite la publicación simultánea en sistemas de autoarchivo, repositorios institucionales, redes sociales, perfiles académicos y científicos, incluyendo los datos bibliográficos de la publicación.